# Kaltenhausen (Jüterbog)
Kaltenhausen ist ein Wohnplatz im Ortsteil Kloster Zinna der Stadt Jüterbog im Landkreis Teltow-Fläming im Land Brandenburg.

## Lage
Der Wohnplatz befindet sich am nördlichen Rand der 1764 von König Friedrich II. gründeten Weberkolonie und damit im südlichen Teil der Gemarkung. Die Bundesstraße 101, die in diesem Bereich von Norden kommend in südlicher Richtung nach Jüterbog führt, trennt den Wohnplatz in zwei Bereiche: Westlich liegt der ehemalige Wirtschaftshof, während östlich das Gutshaus mit Park steht. Diese Trennung geht auf eine planmäßige Anlage zurück, die auf einem Plan zum Etablissement beim Amt Zinna und des Erbpachtvorwerks Kaltenhausen aus der Zeit um 1770/1775 erkennbar ist.

## Geschichte
Kaltenhausen erschien erstmals im Jahr 1480 als Wirtschaftshof des Klosters Zinnas. Der Hof bestand im Jahr 1642 aus 52 Hufen Ackerland; es wurden bis zu 250 Rinder, 50 bis 80 Pferde und bis zu 300 Schweine gehalten. Im Jahr 1684 waren bis zu 1700 Schafe hinzugekommen. Nach der Auflösung des Klosters trennte das Amt Zinna im Jahr 1764 rund 440 Morgen Land ab, um darauf eine Weberkolonie zu gründen. Als königlicher Bauunternehmer der Kolonie wurde der Berliner Kaufmann Johann Jakob Heyl bestellt, der das Vorwerk Kaltenhausen für zwei Jahre pachtete, der beim König in Ungnade fiel, da die Arbeiten aus Sicht des Königshauses nicht schnell genug voranschritten. Anschließend gelangte es an den Kammerrat Balthasar (von) Schmidt, der mit seinen Brüdern 1736, resp. 1750, in den Adelsstand gesetzt wurde aber betreffs Kaltenhausen ähnliche Probleme mit dem Landesherrn bekam. Dennoch erhielt Philippine Henriette Auguste Edle (Baronin/Freifrau) Gans von Putlitz, Ehefrau des Carl Rudolph Ernst August Gans Edler Herr zu Putlitz, eine Tochter Schmidts und dessen Ehefrau, der Sabine Christine Luise von Lüder-Neuendorf, das damalige Vorwerk Kaltenhausen. Es umfasste in dieser Zeit 1026 Morgen Fläche. Zum Beginn des 19. Jahrhunderts existierten in Kaltenhausen zwei Wassermühlen sowie eine Ziegelei. Es gelangte in den Besitz der Familie Bohnstedt, zunächst wiederverkäuflich, bis sie es im Jahr 1832 erwarben und in ein Rittergut umwandelten. Ein Mitglied der Familie, der Amtmann Ludwig Wilhelm Ferdinand Bohnstedt, hatte im Jahr 1815 bereits das benachbarte Gut Wahlsdorf erworben. Nach seinem Tod übernahm sein Sohn Paul Bohnstedt das Gut und heiratete im Jahr 1882 Armgard Leo, eine Tochter des Rittergutsbesitzers Leo zu Dahnsdorf. Zum Gut gehörte jener Zeit eine Brennerei. Zu Beginn des 20. Jahrhunderts beauftragte Paul Bohnstedt die Berliner Architekten Cremer & Wolffenstein mit dem Bau eines neuen Gutshauses sowie vier Gutsarbeiterhäusern. Bis 1904 besaß die gut situierte Familie des Otto Bohnstedt in Namibia eines sehr große Farm und gab ihr den Namen Kaltenhausen. Ende der 1920er Jahre wurde der hiesige Gutsbezirk Kaltenhausen als vormals juristisch eigenständiger Ort mit Kaltenhausen in den Ort Kloster Zinna eingemeindet. Zu diesem Zeitpunkt hatte das Rittergut Kaltenhausen eine Größe von 385 ha.
Nach dem Zweiten Weltkrieg wurden die von Bohnstedts durch die SMAD enteignet. Die SMAD übernahm das Gut und übergab es 1946 der Deutschen Saatgutgesellschaft. 1950 gründete sich ein VEG Kaltenhausen, das die Gebäude von 1950 bis 1962 als polytechnische Oberschule und Lehrlingswohnheim nutzte. Anschließend zog eine Grundschule ein.
Nach der Wende stand das Gutshaus einige Jahre leer und wurde ab 2004 schrittweise saniert. Es befindet sich im Jahr 2020 in Privatbesitz.

## Kultur und Sehenswürdigkeiten

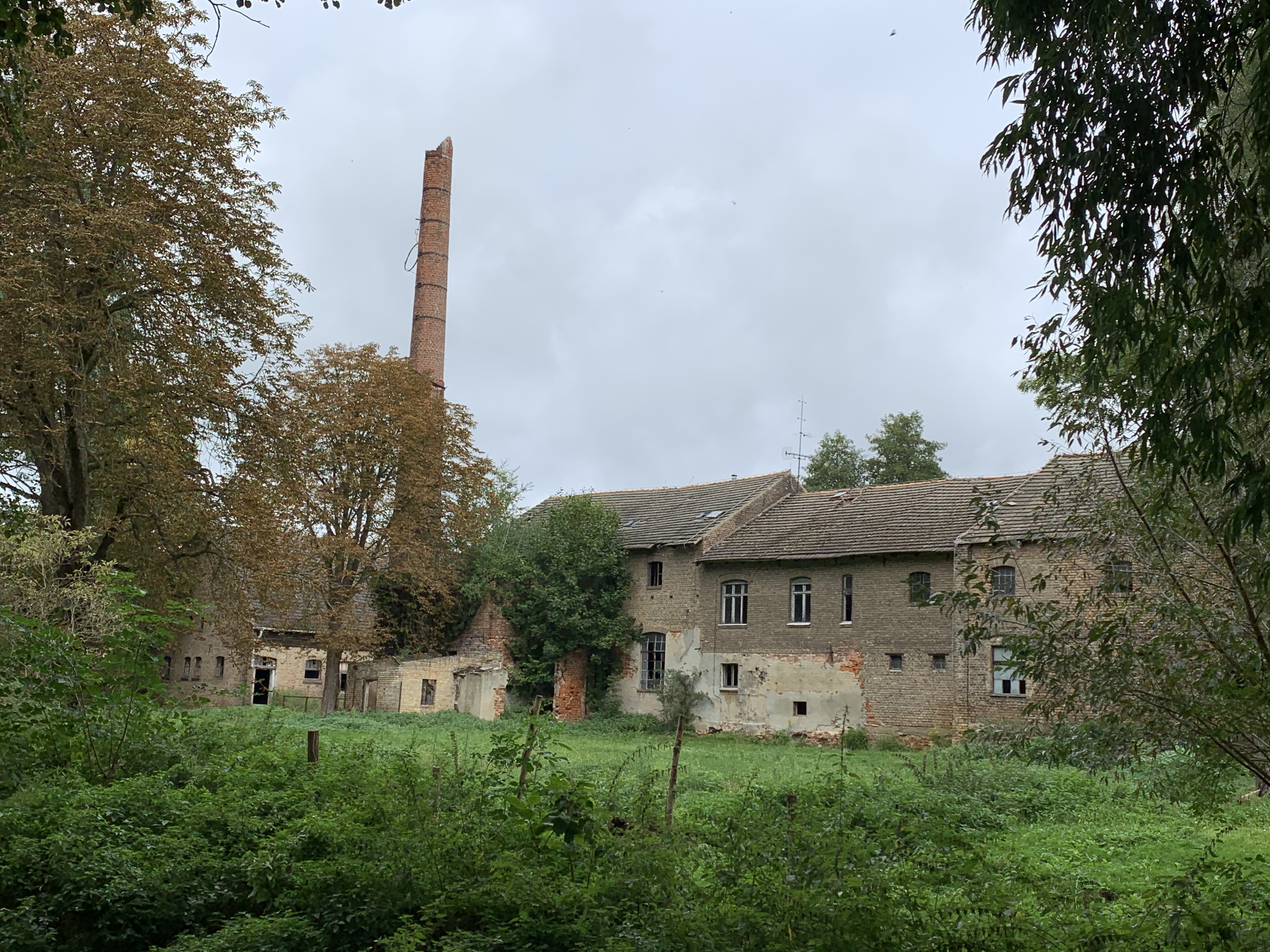
Brennerei mit Nebengebäuden

- Gutshaus Kaltenhausen, zweigeschossiger Putzbau mit neobarocken Formen aus den Jahren 1902 bis 1904.
- Gutspark mit Grabstein des Bauherrn Paul Bohnstedt und Orangerie
- Die ehemalige Brennerei, ein Stall sowie mehrere Wohnhäuser stehen unter Denkmalschutz.